# Saprosites implicatus
Saprosites implicatus är en skalbaggsart som beskrevs av Schmidt 1922. Saprosites implicatus ingår i släktet Saprosites och familjen Aphodiidae. Inga underarter finns listade i Catalogue of Life.